# Geomyza advena
Geomyza advena är en tvåvingeart som beskrevs av Frey 1960. Geomyza advena ingår i släktet Geomyza och familjen gräsflugor. Inga underarter finns listade i Catalogue of Life.